# Yuan T. Lee
Yuan Tseh Lee (n. 19 noiembrie 1936, Shinchiku City⁠(d), Q124218881⁠(d), Taiwan under Japanese rule⁠(d)) este un chimist american, născut în Taiwan, laureat al Premiului Nobel pentru chimie (1986).